# ゴリラズ
ゴリラズ（Gorillaz）は、1998年に結成された、楽曲面を担当するイギリスのロックバンド・ブラーのデーモン・アルバーンと、ヴィジュアル面を担当する「タンク・ガール」などの作者であるコミック・アーティストのジェイミー・ヒューレットによるバーチャル覆面音楽プロジェクト。

## 概要
バンドは2D（リードボーカル、キーボード）、マードック・ニカルス（ベースギター、ボーカル）、ヌードル（ギター、キーボード、バックボーカル）、ラッセル・ホブス（ドラム、パーカッション）ら4人の架空のアニメーションキャラクターで構成される。
デーモンが中心となり、様々なミュージシャンとのコラボレーションで楽曲が制作されるが、オルタナティヴ・ロック、ブリット・ポップ、トリップ・ホップ、ヒップホップ、エレクトロニカ、インディー・ロック、ダブ、レゲエ、ポップといった多様な音楽ジャンルを横断する。
2001年に発売されたバンドのデビューアルバム「ゴリラズ」は700万枚、セカンドアルバム「ディーモン・デイズ」も800万枚を売り上げ、ギネスブックから最も成功したバーチャルバンドとして認定されるなど、革新的なバンドとして欧州のみならず米国でも人気を博す。

## メンバー
楽曲での2Dの歌声はデーモンのものだが、インタビュー、短編アニメで発言する際には他のキャラクターも含めて、それぞれ別の声優が起用されている。主に記載されるプロフィールには自伝本『Rise of the Ogre』の内容を含める。
マードック・ニカルス（Murdoc Niccals）
声 - フィル・コーンウェル
ベース、イギリス人、ストーク＝オン＝トレント出身、1966年6月6日生まれ
ゴリラズのリーダー。喫煙者。フルネームは「マードック・アルフォンス・ニカルス（Murdoc Alphonce Niccals）」。毒舌でひねくれ者、根っからのサタニズム。潰れたような鼻が特徴。「フェイズ2/ディーモン・デイズ」前半まではオッドアイであったが、それ以降はなくなっている。だが、「The Now Now」以降から戻っている。肌色は年月が経つにつれて緑がかってきている。
幼少期、父親のジェイコブに地元の酒場で開催されたパフォーマンス大会に無理矢理参加させられ、ピノキオの格好をしながら「もう糸はいらない」を歌ったことがきっかけで、くだらない忌々しい世界に復讐する野心に目覚める。
青年期に多くのアマチュアバンドを作るも、どれも長くは続かず解散していった。また、青年期にブギーマンから悪魔のベース「エルディアブロ」を手に入れ、引き換えにミドルネームを「アルフォンス」から「ファウスト（Faust）」に改名して魂を渡す契約をしたものの、約束を破ったことで彼に追われるようになった。
1997年にバンドに必要な楽器・シンセサイザーを強奪する為、2Dが働いていた楽器屋に車ごと突っ込んだ。これがゴリラズ結成のきっかけとなる。
1998年にギグを行い、直後EMIと契約。1999年冬にはコング・スタジオを購入。
最初のバンド活動休止の時はメキシコでバカンスを楽しんでいたが、所持金が底を突き、売春宿で偽の小切手を使い現行犯逮捕、懲役30年の実刑判決を受けて刑務所に投獄される。だが、1年半後に新曲制作のため脱獄、イギリスに帰国した。
2010年には浪費から来る多額の借金があったため、コング・スタジオを放火してアリバイ工作で保険金を手に入れると同時に過去の一切をリセット。また、闇ルートで手に入れた武器を裏社会の組織に売りつけて資金を調達するも、売った武器の弾が全て不発弾だったために命を狙われることとなり、殺し屋に追われる中でプラスティック・ビーチを発見。ここを拠点として新作アルバムの制作を開始した。
2016年10月22日に公式Twitterより「Rhinestone Eyes」から「Do Ya Thing」までの間の話「The Book Of Murdoc」が公開。MV「Rhinestone Eyes」での海賊の全方位からの攻撃により、サイボーグ・ヌードルと共に潜水艦で脱出。しばらく航行して海面に浮上、用を足していたときにEMIが所有する戦艦「Ringo」と対面。EMIに身柄を確保され、ロンドンのアビー・ロード・スタジオの地下室「ダンジョン・アビー」に3年間在住。音楽会社「エンターテイメント・インターナル・アフェアーズ」との取引に応じ、新作アルバム制作に同意し、西ロンドンの新しいスタジオとなるMV「Do Ya Thing」の家へと引っ越した。
2018年6月29日ニューアルバム『The Now Now』リリース頃では刑務所に服役しており、『パワーパフガールズ』の登場人物エースが代行のベーシストとして参加していた。
愛車はボスクホール・アストラ、住居も兼ねていたウィネベーゴなど。
ツー・ディー（2-D）
声 - デーモン・アルバーン（MV）、ネルソン・デ・フレイタス（インタビュー/1998-2017）→ケヴィン・ビショップ（インタビュー/2017-）
ボーカル、キーボード、イギリス人、クローリー出身、1978年5月23日生まれ
喫煙者。本名は「スチュアート・ハロルド・ポット（Stuart Harold Pot）」。2-Dの名前の由来は「2-Dents(2つの頭のくぼみ)」を意味する。そのため偏頭痛を持っており、よく鎮痛剤を飲んでいた。特徴的な青い髪は幼少期に木から落下、頭を強打したショックによる脱毛後に生えた。
1998年に叔父の経営するキーボード専門店で働いていたが、マードックの運転する車に跳ね飛ばされて片目を損傷、一時植物人間となる。その後再び社会奉仕として2Ⅾの世話係を任されていたマードックの運転によって事故に遭い、もう片方の目を損傷するも、同時に意識も戻り、さらに音楽の才能も生まれたことでマードックとバンドを組むことになる。だが、実際は目は失明しておらず、単に眼球が奥に引っ込んでいるだけである。
当時はことあるごとにマードックから暴力を受けるも、彼を命の恩人と思っているため抵抗はしなかった。
最初のバンド活動休止の時は地元に帰省し、父親が勤める遊園地でバイトをしながら、夜は親しくなった友人と共に遊びまわる生活を送っていた。その間マードックに対する恐怖心が無くなって自信が付くようになり、ヌードルからのメールによりコング・スタジオに戻って来た。
2010年では新作アルバムの参加を拒否したため、マードックに強制的に拉致されてプラスティック・ビーチに到着。逃亡出来ないように地下室に監禁される。またクジラが嫌いということも明らかとなった。
2016年10月29日に公式Twitterより「Rhinestone Eyes」から「Do Ya Thing」までの間の話「The Book Of 2-D」が公開。MV「Rhinestone Eyes」での海賊の全方位からの攻撃の最中、巨大な白鯨に地下室ごと飲み込まれてしまうが、ゴミを飲みこんでいた白鯨が死んだことで島に流れ着いた。数か月の間は白鯨の脂身を食べながら生き延びていたが、海岸近くを飛んでいる飛行機を発見し、その方向に進んでみるとメキシコのクアダルーペに上陸していたことが判明。近くのビーチパーティーで楽しんでるときに自分がギャップ・イヤーを手に入れ自分自身を探していることに気付く。その年が終わるまではメキシコでミサンガを編む仕事で生計を立て、解雇されると同時にイギリスへ帰国。ロンドン・ヒースロー空港からMV「Do Ya Thing」の家へと向かった。
趣味はゾンビ映画を観ること。禅にも精通しており、自由チベットとのコラボ短編アニメでその様子が見られる。
ヌードル（Noodle）
声 - 羽鳥美保（MV）、黒田はるか（インタビュー/2000-2017）→安部春香（インタビュー/2018-）
ギター、キーボード、ボーカル、大阪出身の日本人女性、1990年10月31日生まれ
本名不明。日本から航空便(フェデックス)によって届けられた。バンド加入当初は身長は一番低く、黒髪ショートで変わったヘルメット型ヘッドフォンをつけていた。名前の由来は、当時英語が喋れなかった彼女がわずかに喋れた単語が「ヌードル（ラーメン）」であったため。ほとんど関西弁で話していた。メンバーの中では年月が経つにつれて容姿が大きく変化している。
ゴリラズに入る前は日本で極秘に育成されていた軍のスーパーソルジャー計画の一員だった。しかしこの計画は中止され、恩師であるキュウゾウが彼女の身を守るため、今までの記憶を消して能力を残し、イギリスへと送った。
最初のバンド活動休止の時は自分の過去を知るべく、日本に帰国。カプセルホテルを拠点とし、約1年をキーワードである軍関連の噂や風説を隈なく調べまわった。たまたま寄った魚料理の店で、ある料理を乗せたお盆をひっくり返したことがきっかけで記憶を取り戻す。同時に店の主人であったキュウゾウと再会。この時に喋れなかった英語が流暢に話せるようになった。キュウゾウから次の指令と重要なパスワードが入った封筒を受け取り、そして自分の本来の使命を思い出し、ゴリラズの新作アルバム制作でそれを果たすべく、他のメンバーよりいち早くコング・スタジオに戻って来た。
2006年、MV「El Mañana」の事故にて消息を絶つ。同時にコング・スタジオから彼女の遭難信号が発信されていた。
2010年、MV「On Melancholy Hill」で生存を確認。豪華客船に搭乗していたが空賊に襲撃され、応戦するも救命ボートで脱出。MV「Rhinestone Eyes」でラッセルと共にプラスティック・ビーチに到着した。
2016年10月5日に公式Twitterより「Rhinestone Eyes」から「Do Ya Thing」までの間の話「The Book Of Noodle」が公開。MV「Rhinestone Eyes」でのマードックとの再会直後、海賊の全方位からの攻撃により、ラッセルと共に脱出。その後ラッセルと離れ離れになり、日本のとある漁村に流れ着く。チヨコという年老いた海女に看病され、恩返しとして見習い海女として働くが、ある日海中で大きい真珠の殻を開けたことで古の悪魔「マズー」を解き放ってしまう。マズーを討伐するため日本中をくまなく探し、東京で芸者に変装して宴会に潜入、うつつを抜かしているマズーの首を斬り落としたところで成功。ボディガードの力士らから逃げるため木箱の中に隠れ、航空便(フェデックス)によってマードック宛てにイギリスへと輸送。MV「Do Ya Thing」の新居にたどり着く。
また同年10月8日に電動自動車レースの最高峰「FIAフォーミュラE選手権」に参戦するチーム「パナソニック・ジャガー・レーシング」の“グローバル大使”に任命された。
好きな物はパワーパフガールズ、たまごっち、ポケットモンスター。インタビュー「The Apex Tapes」ではポケモンの中でピカチュウとゴルダックがお気に入りと発言している。
ラッセル・ホブス（Russel Hobbs）
声 - レミ・カバカJr.
ドラムス、ニューヨーク出身のアメリカ人、1975年6月3日生まれ
喫煙者。憑依されやすい体質で、悪魔に憑りつかれて暴れたことが原因で私立学校を退学、4年間昏睡状態となるも悪魔払いによって意識を取り戻す。
復帰後はブルックリン高校に復学、デルなどのラッパーやDJの友人たちと出会い楽しい生活を送るも、ある雨の日、友人らと共にコンビニ前で雑談中、突然ギャングが乗っていた走行中の車に銃で襲撃され、ラッセル除く友人らは死亡。直後気絶したラッセルはデルを含む幽霊となった友人たちに憑依され、瞳が白くなると同時にラップやドラムのテクニックを与えられる。
その後両親が安全な所で過ごすことを勧められて渡英、ソーホーのレコード店で働いていたところマードックと出会いバンドに加入する。
最初のバンド活動休止の時に死神がデルたちを引き取る期限を過ぎていたため、悪魔払いを受けて成仏させると同時に精神が不安定になり、疲労困憊となる。彼だけはハリウッドをあてもなく彷徨い、街中の様々なカルト教団を出入りし、ずるずると闇社会に引き込まれていった。その後アイク・ターナーの自宅の地下室に居候し、彼の協力の元でヒップホップアルバム制作に取り掛かるも作業に困難を極め、ついに精神崩壊を引き起こしてしまい、アルバム制作を断念。平穏を求めてコング・スタジオに戻って来た。
2010年に再び精神崩壊を引き起こす。その為、マードックから新作アルバムの制作にに呼び込まれず取り残される。ある日海に飛び込んで海中の汚染物質(ヌードルの推測によると汚染海老6トン)を食らい、突然変異で巨大化。MV「Rhinestone Eyes」でヌードルと共にプラスティック・ビーチに到着した。
2016年10月8日に公式Twitterより「Rhinestone Eyes」から「Do Ya Thing」までの間の話「The Book Of Russel」が公開。MV「Rhinestone Eyes」でのマードックとの再開直後、海賊の全方位からの攻撃により、ヌードルと共に脱出。その後日本の海岸に着くが、クジラと間違えられて銛を打たれ捕らえられ、ヌードルと離れ離れになる。自力で脱出して海を漂流するうちに北朝鮮の浜に打ち上げられ、平壌へと輸送。指導者により「大怪獣プルガサリ」として国家の展示マスコットにされ、グッズが売り出される。しかし食糧配給が貧弱だったことで元の体に縮み、指導者が「自らがプルガサリを退治した」ということで密かに解放。Kim Sings Sinatraの署名を押され、イギリスへと送られた。ロンドンの路上を彷徨っていたところをジェフ・ウートンに保護される。数日後マードックからの連絡によりMV「Do Ya Thing」の新居へと引っ越した。その際、体は縮んでいったものの、元の姿よりはまだ大きい。

## その他の登場人物
デル（Del Tha Ghost Rapper）
声 - デル・ザ・ファンキー・ホモサピエン
ラッセルの親友の一人で、ラッセルに憑り付いていた幽霊のラッパー。
ラッセルが寝ている、もしくは無意識になっていると姿を現す。
「フェイズ2/ディーモン・デイズ」前に成仏する期限が過ぎたため、ラッセルの手によって成仏する。
サイボーグヌードル（Cyborg Noodle）
「フェイズ3/プラスティック・ビーチ」から登場。
ヌードルが「El Manana」後行方不明になった時にマードックによって作られたアンドロイド。
マードックがMV「El Manana」の墜落現場からヌードルのDNAを採取して制作されたため、ギターの技術は勿論、戦闘能力が本物に近くプログラミングされている。
MV「Rhinestone Eyes」後、海賊の全方位からの攻撃により、マードックと共に潜水艦で脱出。
その後について描写はされていないがマードックの話によれば、ある日に機能異常を起こしマードックに襲いかかったところで本物のヌードルに破壊されたと語られている。
エース（Ace）
アメリカ人。1985年生まれ。マードックとは友人関係。2018年の新アルバム「The Now Now」より「Humility」と「Lake Zurich」と「Sorcererz」などにマードックに代わって登場。元々は『パワーパフガールズ』のキャラクター・ギャングリーン・ギャングのリーダーであり、2018年の「ブリット・アワード」にて公開されたビデオメッセージでマードックが刑務所に収監されたことが明らかとなり、その代役として参加した。
セバスチャン・ジェイコブ・ニカルス（Sebastian Jacob Niccals）
マードックの父親。1941年出生、1998年死没。ピノキオのような長い鼻が特徴。
地元で悪名高い人物として有名で、働くことが嫌いで幼少期のマードックを利用して金を得ようとしていた。
マードックの母親については作中でも分かっておらず、社会復帰施設のベルファゴール保養地の住宅にいた内にマードックを産み、ジェイコブの家の前に置いて去ったと言われている。
ハンニバル・ニカルス（Hannibal Niccals）
マードックの義兄。名前のみでイラストは公開されていない。音楽についてはパンク・ロックとダブを好んでおり、彼のプレーヤーでディオの「We Rock」を聴いていたマードックの鼻を殴りつけたことがある。
マードック曰く現在はホイールの窃盗で刑務所に投獄中らしい。
ポーラ・クラッカー（Paula Cracker）
ヌードルが加入する前のゴリラズの元ギタリストかつ2Dの元恋人。
マードックとの関係でいざこざがあり、辞めさせられてしまった。
レイチェル・スティーヴンス（Rachel Stevens）
実在の人物。S Club 7のメンバー。作中ではポーラと同じく2Dの元恋人という設定。
ブギーマン（Boogieman）
「フェイズ3/プラスティック・ビーチ」から登場した死神の端くれ。
昔マードックと取引し、引き換えに魂を受け渡すはずだったが、マードックがその約束を破って逃げたために追いかけてきた。
MV「Rhinestone Eyes」では魔力を使って海賊を出現させ、プラスティック・ビーチ全方位を攻撃。
MV「Do Ya Thing」でも登場していることが確認されている。
エバンジェリスト（Evangelist）
「フェイズ3/プラスティック・ビーチ」から登場したブギーマンと対を成す者。マードックの命を守るために現れた。2010年末に公式サイトにてキャラクターデザインの一般公募が行われ、日本のファンの一人である「Jirouta」のデザインが採用された。
頭部は球体型の水槽で中から触手が出ている。服装は半袖Tシャツと短パン、レインブーツを履いている。体には単眼のタコがまとわりついている。
MV「Rhinestone Eyes」の次のMVで登場する予定であったが、制作の都合上により現在作中には登場していない。
キュウゾウ（Mr. Kyuzo）
ヌードルの恩師で、ゴリラズのメンバーの元へと航空便でイギリスに送った元軍関係者。
現在は退職して魚料理店を開いているが、記憶を取り戻したヌードルに次の指令と重要なパスワードが入った封筒を受け渡す。
ドクター・ワーゼル（Dr.Wurzel）
「フェイズ1」から登場した怪人。
ゴリラズの1stアルバムが発売した頃マードックの初代ウィネベーゴを盗み、自身が公開していたサイトで様々な場所にいるウィネベーゴを公開してマードックを困らせた。
DVD「フェイズ・ワン：セレブリティ・テイク・ダウン」で特定の部屋で何もせずにいると現われる。
ジミー・マンソン（Jimmy Manson）
ヒッピー系のギタリスト。ゴリラズのギタリストのオーディションに参加するも落選してしまった過去を持っている。
1999年にメキシコを浮浪中、些細な自動車犯罪で刑務所に投獄され、その間マードックらゴリラズに復讐する計画に費やしていた。
後に米国内でのゴリラズの音楽レーベルの社長となり、マードックにゴリラズを解散させて自分と手を組もうと脅迫。
MV「El Manana」制作の間、マードックが彼との協力を承知、撮影中にヌードルを射殺しようとするも予め手を打っていたマードックの罠により、浮遊島の風車の中に閉じ込められ死去（描写はされていない）。
郵便配達員のヒヒ （Baboon Postman）
MV「Do Ya Thing」に登場している。2Dにゴリラズの新居の立ち退き勧告書を渡した。
コルテス（Cortez）
「フェイズ2/ディーモン・デイズ」から登場したマードックがメキシコの刑務所で出会ったカラス。
マイク（Mike）
ヌードルに飼われている猿。「フェイズ2/ディーモン・デイズ」より登場。
ブタ（Pig）
「フェイズ2/ディーモン・デイズ」から登場したラッセルのペットであるブタ。
ホッキョクグマとワニ（Polar Bear and Crocodile）
コング・スタジオにいたホッキョクグマとワニ。ホッキョクグマは下着を穿いているが、よくはだける。
リック・ブラック（Rick Black）
「フェイズ3/プラスティック・ビーチ」から登場したプラスチックビーチのレコード店のオーナー。とても大柄な体型。
スーパーファースト・ジェリーフィッシュ（Superfast Jellyfish）
プラスチックビーチのまわりで泳ぐクラゲ。レンジで温めると美味しい。
マズー（Mazuu）
日本の古の悪魔。変身能力を持ち、見分けがつかないほどの人間の姿になることも出来る恐るべき存在。真珠の貝殻に長い間封印されていたが、ヌードルが封印を解いたことですぐさま逃走。
東京で地下犯罪組織のボスになるも、宴会で芸者に変装したヌードルに首を斬り落とされてしまう。
カツ（Katsu）
ヌードルに飼われている猫。

## 来歴
1997年からロンドンのウェストボーン・グローブのフラットで共同生活をしていたデーモン・アルバーンとジェイミー・ヒューレットが、MTVを見て現状のポップ・ミュージックに幻滅して、新風を巻き起こそうと、1998年4月にゴリラズのプロジェクトが立ち上げられた。同年、最初の曲として「ゴースト・トレイン」をレコーディングした。
2000年、初のEP、「トゥモロウ・カムス・トゥデイ」をリリース。イギリスのアンダーグラウンドのミュージックシーンで受け入れられ、口コミによってバンドの正体や活動内容などの噂が広がった。
2001年にファーストアルバム『ゴリラズ』をリリース。シングル「クリント・イーストウッド」がモンスターヒットを記録し、アルバムは2001年4月から52週にわたって1年以上チャートインを記録するなど、700万枚以上を売り上げる。チボ・マットの羽鳥美保、イブライム・フェレールなどが参加し、プロデュースはダン・ジ・オートメーター(ダン・ナカムラ)が担当。MTVヨーロッパ・ミュージック・アワードでは、「ベスト・ソング」と「ベスト・ダンス・アーティスト」の2部門を受賞した。2001年にマーキュリー賞の候補になったが、後にバンド側の要請により指名が取り下げられた 。
当初は単発の企画かと思われていたが、2005年に4年ぶりとなるセカンドアルバム『ディーモン・デイズ』をリリース。デンジャー・マウスがプロデューサーとして起用され、ハッピーマンデーズのショーン・ライダー、ネナ・チェリー、デ・ラ・ソウル、デニス・ホッパーらが参加。アルバムは全英1位を獲得、アメリカでもビルボードチャートのトップ5に入り、全世界で800万枚を売り上げ、イギリスでファイブプラチナ認定、アメリカではダブルプラチナ認定を受けた。グラミー賞で1部門、MTV Video Music Awardsで2部門、NMEアワーズとMTVヨーロッパ・ミュージック・アワードでそれぞれ3部門を受賞。ブリット・アワードでは9部門で候補になった。
セカンドアルバムからのファーストシングル「フィール・グッド・インク」は、先行ダウンロード・セールスで全英21位を獲得した後、本格的な発売に入ると全英2位まで上昇。リリースから11ヵ月後の2006年4月まで計39週チャートインを果たすなどロングヒットを記録した。またグラミー賞では、「レコード・オブ・ザ・イヤー」と「最優秀ショート・ミュージック・ヴィデオ賞」にノミネートされたほか、「最優秀ポップ・ヴォーカル・コラボレーション賞」を受賞した。この曲はiPodのテレビ・コマーシャル・ソングにも起用されている。セカンドシングル「デア」ではグループ初となる全英シングルチャート1位を獲得。同年のMTVヨーロッパ・ミュージック・アワードでは最先端の映像技術を駆使した3Dホログラム・アニメーション映像でのライブパフォーマンスを披露。また、同アワードでは「ベスト・グループ賞」を受賞をするなど、その活動はデーモンとジェイミーのサイド・プロジェクトの域を超えたものとなりつつあった。2008年には、大手音楽SNSサイト・マイ・スペース上で最も人気の高いバンドに選出された。

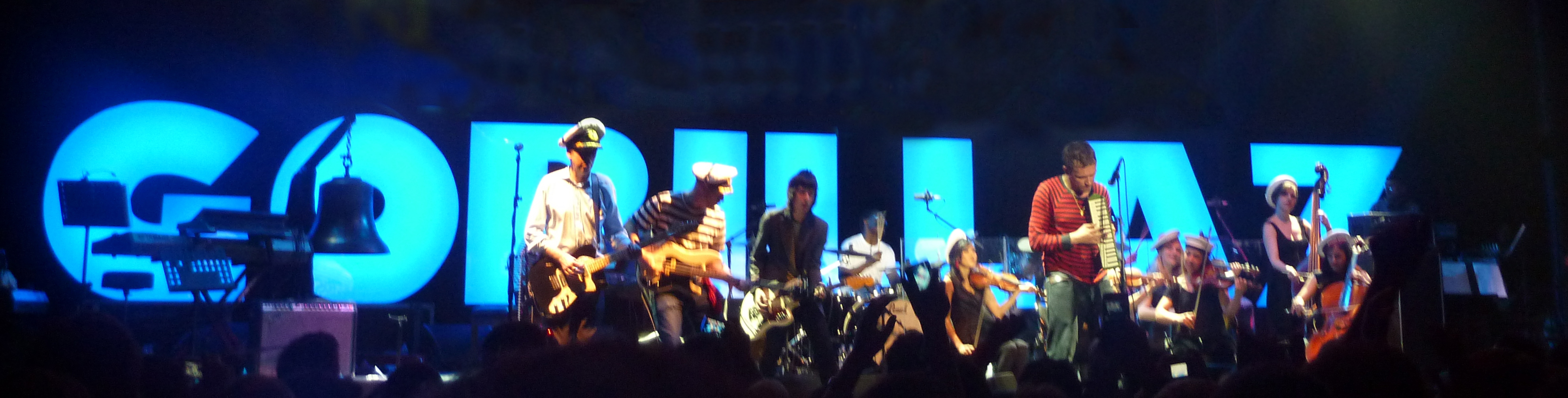
『プラスティック・ビーチ』リリース時のライブの様子

2010年3月には3rdアルバム『プラスティック・ビーチ』をリリース。前作に引き続きデ・ラ・ソウルが参加したのを始め、スヌープ・ドッグ、ルー・リード、マーク・E・スミス、グリフ・リース、さらにザ・クラッシュの両翼ミック・ジョーンズとポール・シムノン(シムノンは「ザ・グッド,ザ・バッド・アンド・ザ・クイーン」に続くデーモンとのコラボレーションとなる)など、豪華多彩なゲスト陣を迎えたアルバムは全英チャート2位を記録。全米ビルボードチャートでも過去最高の2位、欧州主要チャートでも軒並みトップ10入りを獲得した。同年1月26日に先行デジタル・リリースされた、モス・デフとボビー・ウーマックをフィーチャーした先行シングル「スタイロ」は、プロモーションビデオに米国人俳優のブルース・ウィリスが出演するなど話題を呼び、YouTube上で公開後24時間で90万回以上の再生数を達成し、当時の初日再生回数の過去最多記録を更新した。
2010年4月18日に行われたコーチェラ・フェスティバルを初め世界各国の大型フェスに参加し、のべ40万人以上のオーディエンスを前にパフォーマンスを披露した。7月25日にはシリア・アラブ共和国の古都ダマスカスにある11世紀に作られた歴史を持つ城塞でライブが行われ、ダマスカスで大規模なライブを行なった初の欧米アーティストとなった。2010年10月から初の世界ツアー「エスケープ・トゥー・プラスティック・ビーチ・ワールド・ツアー」を決行。同年12月、ツアー終了と同時に、デーモンがツアーの間にiPadのみで制作したというアルバム『ザ・フォール』をファンクラブメンバーの無料ダウンロードで発売し、2011年4月にフィジカルでリリースした。
2017年4月には4thアルバム『ヒューマンズ』をリリース。デ・ラ・ソウル、ノエル・ギャラガー、アンソニー・ハミルトン、プシャ・T、ベンジャミン・クレモンタインなどがゲストとして参加。
2017年7月に「ヒューマンズ・ツアー」を決行し、フジロックフェスティバルの初日ヘッドライナーとして参加。また同年11月にヨーロッパツアーを開催。
2018年6月には5thアルバム『ザ・ナウナウ』をリリース。ジョージ・ベンソンをフィーチャーした「ヒューミリティー」は、プロモーションビデオにジャック・ブラックが出演した。6月から「ザ・ナウナウ・ツアー」を敢行し、同月来日。21日に幕張メッセ、22日にはZepp Divercity Tokyoでライブが行われ、22日のライブでは発売前の新アルバムの曲を世界先行で全曲演奏した。

## ライブ活動
架空のカートゥーン・バンドという体裁上、当初は大規模なライブ活動は想定されていなかったが、アルバムリリースを追うごとに、ライブの規模は拡大していった。
1stアルバムリリース後のライブでは、スクリーンに映し出されたアニメ映像に合わせ、ステージ奥にいるデーモン以下のバンドが一切その姿を隠したまま演奏するというスタイルであった。2001年のサマーソニック前夜ライブ「SONICMANIA」でも深夜の時間帯にこのスタイルで出演しているが、プロモーション活動としての意味合いの濃い小規模の演出であった。
続く2ndアルバム発表後の「ディーモン・デイズ・ライヴ」では、オーケストラとバンド、DJ、合唱隊など総勢40名もの演奏者をステージ上に配置し、曲ごとに客演のゲストミュージシャンが袖から入れ替わり立ち替わり登壇するスタイルを実践した。その際、デーモン以下のバンドメンバーは、照明を落とした暗部から影として照らし出されて演奏を行うのみで、スポットライトは客演者を中心に当てられ、背後のビッグスクリーンによるアニメVJを駆使した演出をとった。会場もアポロ・シアターなど英米の著名オペラハウスで行うという実験的で限定的なものに留めていた。
3rdアルバムリリース後は、コーチェラ・フェスティバル、ロスキルド・フェスティバルなど大型野外フェスへの出演と大規模な世界ツアーを敢行するためか、以前のようなアニメ中心の演出は減退し、姿を隠さずにデーモンはじめバンドメンバーがスポットライトの下に前面に出て演奏を行うという、オーソドックスなスタイルに移行した。それまでのVJ中心の演出を廃したこのライブ手法に賛否は分かれたものの、ヘッドライナーとして出演したグラストンベリー・フェスティバルでは、主要な客演ミュージシャンの総出演が実現し、ツアー中唯一のライブ共演となったルー・リードやマーク・E・スミス、ショーン・ライダー、ボビー・ウーマックにデ・ラ・ソウル、モス・デフ、スヌープ・ドッグまでが同じステージに出演する豪華さが話題となった。
また、DJと生楽器、ゲストシンガーを基盤とするレミ・カバカJr.によるクラブ・ミュージックユニットであるゴリラズの分派セクト、ゴリラズ・サウンド・システム(Gorillaz Sound System)が、クラブイベントを不定期ながら行っている。ゴリラズの楽曲をライブでリミックスし、ステージと観客の間に両者を遮るように半透明の薄いカーテンをかけて幕の上にヴィジュアルや照明を投影するなど、凝った映像演出で盛り上げている。

## バンドメンバー
- Damon Albarn - ボーカル、ギター、ベース、メロディカ (1998年 - )
- Mike Smith - キーボード (2001年 - )
- Cass Browne - ドラム、パーカッション (2001年 - )
- Simon Tong - リード、リズムギター (2005年 - )
- Jeff Wootton - リードギター (2010年 - )
- Mick Jones - リズムギター (2010年 - )
- Paul Simonon - ベース (2010年 - )
- Jesse Hackett - キーボード (2010年 - )
- Gabriel Wallace - ドラム (2010年 - )
- Simon Katz - リード、リズムギター (2001年 - 2002年)
- Junior Dan - ベース (2001年 - 2002年)
- William Lyonell - リード、リズムギター (2001年 - 2005年)
- Roberto Occhipinti - ベース (2002年)
- Simon Jones - リズムギター (2005年 - 2006年)
- Morgan Nicholls - ベース (2005年 - 2010年)

## ディスコグラフィ

### アルバム
| 年                                        | タイトル                                | アルバム詳細 | チャート最高位 | チャート最高位 | チャート最高位 | チャート最高位 | チャート最高位 | チャート最高位 | チャート最高位 | チャート最高位 | チャート最高位 | チャート最高位 | 認定 |
| 年                                        | タイトル                                | アルバム詳細 | UK             | AUS            | AUT            | CAN            | FRA            | GER            | IRE            | NZ             | SWI            | US             | 認定 |
| ----------------------------------------- | --------------------------------------- | --- | -------------- | -------------- | -------------- | -------------- | -------------- | -------------- | -------------- | -------------- | -------------- | -------------- | --- |
| 2001                                      | Gorillaz                                | - 発売日: 2001年3月26日 - レーベル: Parlophone, Virgin - フォーマット: CD, LP, cassette, digital download - 全米売上: 190万枚 | 3              | 17             | 3              | 13             | 7              | 3              | 6              | 2              | 6              | 14             | - UK: 3× プラチナ - AUS: ゴールド - AUT: ゴールド - CAN: プラチナ - FRA: プラチナ - GER: ゴールド - NZ: 2× プラチナ - SWI: プラチナ - US: プラチナ          |
| 2005                                      | Demon Days                              | - 発売日: 2005年5月23日 - レーベル: Parlophone, Virgin - フォーマット: CD, LP, cassette, digital download - 全米売上: 220万枚 | 1              | 2              | 3              | 5              | 1              | 2              | 2              | 3              | 1              | 6              | - UK: 6× プラチナ - AUS: 3× プラチナ - AUT: プラチナ - CAN: プラチナ - FRA: プラチナ - IRE: 5× プラチナ - NZ: 3× プラチナ - SWI: ゴールド - US: 2× プラチナ |
| 2010                                      | Plastic Beach                           | - 発売日: 2010年3月8日 - レーベル: Parlophone, Virgin - フォーマット: CD, LP, digital download - 全米売上: 36.5万枚           | 2              | 1              | 1              | 3              | 2              | 3              | 4              | 4              | 2              | 2              | - UK: プラチナ - AUS: ゴールド - CAN: ゴールド - FRA: プラチナ - IRE: ゴールド                                                                              |
| 2011                                      | The Fall                                | - 発売日: 2011年4月19日 - レーベル: Parlophone, Virgin - フォーマット: CD, LP, digital download - 全米売上: 5万枚             | 12             | 41             | 33             | 24             | 20             | 43             | 21             | —              | 13             | 24             | |
| 2017                                      | Humanz                                  | - 発売日: 2017年4月28日 - レーベル: Parlophone, Warner Bros. - フォーマット: CD, LP, digital download - 全米売上: 11.5万枚    | 2              | 4              | 1              | 2              | 2              | 3              | 2              | 3              | 1              | 2              | |
| 2018                                      | The Now Now                             | - 発売日: 2018年6月29日 - レーベル: Parlophone, Warner Bros. - フォーマット: CD, LP, cassette,digital download - 全米売上:    | 5              | 4              | 8              | 4              | 6              | 10             | 4              | 9              | 1              | 4              | |
| 2020                                      | Song Machine, Season One: Strange Timez | - 発売日: 2020年10月23日 - レーベル: Parlophone, Warner Bros. - フォーマット: CD, LP, cassette,digital download - 全米売上:   | 2              | 5              | 9              | 18             | 19             | 9              | 2              | 5              | 8              | 12             | |
| 2023                                      | Cracker Island                          | - 発売日: 2023年2月24日 - レーベル: Parlophone, Warner Bros. - フォーマット: CD, LP, cassette,digital download - 全米売上:    | 1              | 2              | —              | 6              | 3              | 2              | 1              | 1              | 4              | 3              | |
| "—"は未発売またはチャート圏外を意味する。 |                                         | |                |                |                |                |                |                |                |                |                |                | |

### 編集盤
- Gサイズ - G SIDES （2001年12月）
- ライカ犬、宇宙からの帰還 - Laika Come Home （2002年7月）
- Dサイズ - D SIDES （2007年12月）
  - 通常盤、デラックス・エディション盤がリリースされている。
- シングルス・コレクション 2001-2011 (7インチ ボックス・セット) - Singles Collection 2001-2011 (7inch Boxset) （2011年11月）
- ザ・シングルス・コレクション 2001-2011 - The Singles Collection 2001-2011 （2011年11月）
  - 初回生産限定盤はDVD付き。

### シングル
| オリジナルタイトル   | タイトル                             | 備考 |
| -------------------- | ------------------------------------ | --- |
| Tomorrow Comes Today | トゥモロウ・カムズ・トゥデイ         | (2000年, EP),(2002年, CD/DVD) バンドのデビューシングル曲。ブラーの『13』日本版収録のデモ・ソング「アイ・ゴット・ロウ」が基になっている。 |
| Clint Eastwood       | クリント・イーストウッド             | (2001年, CD/DVD) ラッセルの親友の霊・デル・ザ・ゴーストラッパー役としてデル・ザ・ファンキー・ホモサピエンがラップを担当。                |
| 19-2000              | ナインティーン・ツー・サウザンド     | (2001年, CD) チボ・マットの羽鳥美保が参加。                                                                                              |
| Rock the House       | ロック・ザ・ハウス                   | (2001年, CD) ラッセルの親友の霊・デル・ザ・ゴーストラッパー役としてデル・ザ・ファンキー・ホモサピエンがラップを担当。                    |
| 911                  | ナイン・ワン・ワン                   | (2001年) フリーダウンロードにて配信。 D12 、スペシャルズのテリー・ホールとコラボレーションされた、アメリカ9.11同時多発テロについての曲。 |
| Lil' Dub Chefin'     | リル・ダブ・シェフィン               | (2002年, CD) スペシャルズのテリー・ホールが参加。                                                                                        |
| Rock It              | ロック・イット                       | (2004年) アルバム「D SIDES」に収録。 |
| Feel Good Inc.       | フィール・グッド・インク             | (2005年, CD/DVD) デ・ラ・ソウルがラップを担当。                                                                                          |
| DARE                 | デア                                 | (2005年, CD/DVD) ショーン・ライダーやロージー・ウィルソンが参加。                                                                        |
| Dirty Harry          | ダーティ・ハリー                     | (2005年, CD/DVD) ブーティー・ブラウンがラップを担当。                                                                                    |
| Hong Kong            | ホンコン                             | (2005年) チャリティー・シングル曲。アルバム「D SIDES」やチャリティー・アルバム「Help: A Day In The Life」に収録。                        |
| Kids with Guns       | キッズ・ウィズ・ガンズ               | (2006年, CD/DVD) ネナ・チェリーが参加。                                                                                                  |
| El Mañana            | エル・マニャーナ                     | (2006年, CD/DVD) キッズ・ウィズ・ガンズとのダブルA面。                                                                                   |
| Stylo                | スタイロ                             | (2010年) ボビー・ウーマックとモス・デフが参加。                                                                                          |
| Superfast Jellyfish  | スーパーファスト・ジェリーフィッシュ | (2010年) グリフ・リースとデ・ラ・ソウルが参加。                                                                                          |
| On Melancholy Hill   | オン・メランコリー・ヒル             | (2010年)アルバム「プラスティック・ビーチ」からのシングル曲。                                                                             |
| Doncamatic           | ドンカマチック                       | (2010年, CD) デイリーが参加。コルグのドンカマチックがモチーフ。コルグの創設者、加藤孟元会長の声がサンプリングされている。                |
| Revolving Doors      | リヴォルヴィング・ドア               | (2012年, CD) アマリロとのダブルA面。 |
| Amarillo             | アマリロ                             | (2012年, CD) リヴォルヴィング・ドアとのダブルA面。                                                                                       |
| DoYaThing            | ドゥ・ヤ・シング                     | (2012年) コンバースとのコラボレーション・シングル曲。アウトキャストのアンドレ3000とLCDサウンドシステムのジェームス・マーフィーが参加。   |
| Hallelujah Money     | ハレルヤ・マネー                     | (2017年) ベンジャミン・クレモンタインが参加。                                                                                            |
| Saturnz Barz         | サターンズ・バーズ                   | (2017年) ポップカーンが参加。 |
| Andromeda            | アンドロメダ                         | (2017年) D.R.A.M.が参加。 |
| Ascention            | アスセンション                       | (2017年) ヴィンス・ステイプルズが参加。                                                                                                  |
| We Got The Power     | ウィー・ゴット・ザ・パワー           | (2017年) ジェニー・ベス、ノエル・ギャラガーが参加。                                                                                      |
| Let Me Out           | レット・ミー・アウト                 | (2017年) プシャ・T、メイヴィス・ステイプルズが参加。                                                                                     |
| The Apprentice       | アプレンティス                       | (2017年) ラグンボーン・マン、ゼブラ・カッツが参加。                                                                                      |
| Sleeping Powder      | スリーピング・パウダー               | (2017年) |
| Strobelite           | ストロベライト                       | (2017年) ペバン・エヴァレットが参加。 |
| Garage Palace        | ガラージ・パレス                     | (2017年) リトル・シムズが参加。 |
| Humility             | ヒューミリティー                     | (2018年) ジョージ・ベンソンが参加。 |
| Hollywood            | ハリウッド                           | (2018年) スヌープ・ドッグ、ジェイミー・プリンシプルが参加。                                                                              |
| Tranz                | トランズ                             | (2018年) |

## 主なタイアップ曲
- フィール・グッド・インク
  - iPodCMソング、ゲーム『ギターヒーロー5』ゲーム『DJ Hero』ゲーム『DanceDanceRevolution』、映画『パーフェクト・ストレンジャー』
- 19-2000 (Soulchild Remix)
  - ゲーム『FIFA 2002 ロード・トゥ・FIFA ワールドカップ)』、ゲーム『プロジェクトゴッサムレーシング』、映画『クローバーフィールド/HAKAISHA』
- ゴリラズ・オン・マイ・マインド featuring レッドマン
  - 映画『ブレイド2』
- 911
  - 映画 『9デイズ』
- ダーティー・ハリー (Schtung Chinese New Year Remix)
  - 映画『ベスト・キッド』
- オン・メランコリー・ヒル
  - ドラマ『The Vampire Diaries』 (Feed Me Remix)
  - ゲーム『ライフ イズ ストレンジ2』
- アスセンション feat.ヴィンス・ステイプルズ
  - ゲーム『ニード・フォー・スピード ペイバック』

## 映像作品
- フェイズ・ワン：セレブリティ・テイク・ダウン - Phase One: Celebrity Take Down （2002年, DVD）ゴリラズの住居コングスタジオを探検できる。隠し要素あり。
- ディーモン・デイズ・ライブ - Demon Days Live （2006年 DVD） マンチェスター・オペラハウスで行われたスペシャルライブの模様を収めたDVD
- フェイズ・ツー：スロウボート・トゥー・ハーデス - Phase Two: Slowboat To Hades （2006年, DVD）コングスタジオを探検できる。しかし、El Manana後なのでスタジオはボロボロの廃墟となっている。隠し要素あり。
- バナナズ - BANANAZ（2009年, DVD）制作者デーモン・アルバーンとジェイミー・ヒューレットのドキュメント映画。2001年の日本でのライブ映像も収録されている。

## インタビューCD
- 『The Apex Tapes』（2001年）
- 『We Are The Dury』（2005年）

## 書籍
- 『Rise of the Ogre』 (2006年)
  - ゴリラズの自伝本(洋書)。主に公式サイトでは語られていなかったメンバーの生い立ちや周囲の関係者、MVや楽曲の解説が記載されている。

## ゲーム
- 『Escape to plastic beach』
  - 3rdアルバムである「プラスティック・ビーチ」を題材にしたiPad、iPod touch、iPhone用のゲーム。

## その他
- バンドのウェブサイトgorillaz.comでは、過去のミュージックビデオを見ることが出来る。
- ゴリラズのメンバーをそれぞれモデルにしたフィギュアが2000体限定で発売。
- コルグとコラボレーションしたiPad 専用アプリ ビートボックス「KORG iELECTRIBE Gorillaz Edition」をリリース[66]。
- コンバースとのコラボレーションからゴリラズ・モデルのシューズを発売[67]。